# Cyclosa strandi
Cyclosa strandi là một loài nhện trong họ Araneidae.
Loài này thuộc chi Cyclosa. Cyclosa strandi được Gábor von Kolosváry miêu tả năm 1934.